# Искендеров, Алаббас Гара оглы
Алаббас Гара оглы Искендеров (азерб. Əlabbas Qara oğlu İsgəndərov; 20 ноября 1958, Кюрдляр (Агдамский район), Агдамский район — 4 марта 1992, Qazançı, Агдамский район) — участник отряда самообороны Республики Азербайджан, Национальный Герой Азербайджана (1992).

## Биография
Родился Аллабас Искендеров 20 ноября 1958 года в селе Кюрдляр, Агдамского района, Азербайджанской ССР. Он являлся близким родственником и потомком беглого Заллара Араза. Завершил обучение в средней школе в своем родном селе. В возрасте 18 лет Алаббас был призван на срочную военную службу в Советскую армию. После возвращения с военной службы некоторое время работал на ферме. Учитывая его трудолюбие и привязанность к земле, его избрали главой коллективного фермерского хозяйства.
Во время армяно-азербайджанского конфликта, в ноябре 1991 года в Агдаме был создан отряд самообороны. Аллабас Искендеров одним из первых, кто добровольно записался в этот отряд. Искендеров считался одним из самых храбрых, бесстрашных бойцов отряда. Умело выполнял самые сложные задачи, не жалея сил помогал мирному населению, участововал в нейтрализации сил противника.
В феврале 1992 года население села Умудлу, которое месяц находилось в осаде, было эвакуировано с помощью военных вертолетов. Оставшиеся 40 человек военных оказались в жёстком окружении, их обстреливали со всех сторон. Благодаря героизму Алаббана эти военнослужащие через десять дней смогли тайными тропами вернуться в свои воинские подразделения.
4 марта 1992 года в боях за деревню Казанчи искусный разведчик Искендеров стал одним из первых, кто открыл огонь по вражеским позициям. Однако, в этом бою ему не суждено было выжить. Искендеров погиб.
Был женат, воспитывал троих детей.

## Память
Указом Президента Азербайджанской Республики № 135 от 13 августа 1992 года Алаббасу Гара оглы Искендерову было присвоено звание Национального Героя Азербайджана (посмертно).
Похоронен на Аллее Шехидов города Агдама.